# Кава (река)
Кава (рус. Кава) река је на северозападу европског дела Руске Федерације. Протиче преко територија Лихослављанског и Калињинског рејона, у централним деловима Тверске области. Лева је притока реке Тверце и део басена реке Волге и Каспијског језера.
Укупна дужина водотока је 71 km, а површина сливног подручја 489 km². Максимална ширина речног корита је до 12 метара.
Њено дно је шљунковито, местимично песковито. Карактерише је доста брз ток, посебно у доњим деловима где су обале јако стрме. Њен пад су за свој рад некада користиле бројне воденице чији остаци су и данас видљиви на њеним обалама.
Најважније притоке су Дроздовка, Орлесња, Теребинка и Чернавка.